# Douglas Peak (Antarktika)
Der Douglas Peak ist ein 1525 m hoher Berg im ostantarktischen Enderbyland. Er ragt 18 km südwestlich des Mount Codrington und 13 km östlich des Mount Marr auf.
Entdeckt wurde der Berg im Januar 1930 von Teilnehmern der British Australian and New Zealand Antarctic Research Expedition (1929–1930) unter der Leitung des australischen Polarforschers Douglas Mawson. Dieser benannte ihn nach Leutnant Eric Gilbert Douglas (1902–1970) von der Royal Australian Air Force, Pilot bei dieser Forschungsreise.